# Volumnio Bandinelli
Volumnio Bandinelli (ur. w 1598 w Sienie, zm. 5 czerwca 1667 w Rzymie) – włoski kardynał.

## Życiorys
Urodził się w 1598 roku w Sienie. W młodości ożenił się i został ojcem. Gdy odwowiał, wyjechał do Rzymu, gdzie został audytorem Kamery Apostolskiej i kanonikiem bazyliki watykańskiej. 29 kwietnia 1658 roku został kreowany kardynałem in pectore. 3 czerwca został wybrany łacińskim patriarchą Konstantynopola, a tydzień później przyjął sakrę. Jednocześnie został mianowany prefektem Pałacu Apostolskiego i asystentem Tronu Papieskiego. Jego nominacja na kardynała prezbitera została ogłoszona na konsystorzu 5 kwietnia 1660 roku i nadano mu kościół tytularny Santi Silvestro e Martino ai Monti. W latach 1660–1664 był legatem w Romanii. Zmarł 5 czerwca 1667 roku w Rzymie.